# Heteromyia prattii
Heteromyia prattii är en tvåvingeart som beskrevs av Daniel William Coquillett 1902. Heteromyia prattii ingår i släktet Heteromyia, och familjen svidknott. Inga underarter finns listade i Catalogue of Life.